# Hibiki Nagai
Hibiki Nagai (japanisch 長井 響 Nagai Hibiki; * 29. Januar 2000 in der Präfektur Ehime) ist ein japanischer Fußballspieler.

## Karriere
Hibiki Nagai erlernte das Fußballspielen in der Jugendmannschaft des Shimizu FC, in der Schulmannschaft der Imabari Higashi Chuto Kyoiku High School, sowie in der Universitätsmannschaft der Hiroshima Shudo University. Seinen ersten Vertrag unterschrieb er am 1. Februar 2022 bei Gainare Tottori. Der Verein, der in der Präfektur Tottori beheimatet ist, spielt in der dritten japanischen Liga. Sein Drittligadebüt gab Hibiki Nagai am 12. März 2022 (1. Spieltag) im Auswärtsspiel gegen den Fujieda MYFC. Hier wurde er in der 81. Minute für Kei Sakamoto eingewechselt. Fujieda MYFC gewann das Spiel 3:0. In seiner ersten Saison als Profi bestritt er 21 Drittligaspiele. Im Februar 2024 wechselte er auf Leihbasis zum Viertligisten Okinawa SV.